# Срђан Јаћимовић
Срђан Јаћимовић (Београд, 4. октобар 1960 — Београд, 10. мај 2006) био је српски композитор, професор и продуцент.

## Биографија
Студије је започео код проф. Василија Мокрањца, а дипломирао на ФМУ у Београду, на Одсеку за Композицију и оркестрацију. Магистрирао на истом факултету у класи проф. Властимира Трајковића
Професионалне активности: асистент за Хармонију и Полифонију, најпре на ВМШ у Нишу од 1987, на Факултету уметности од 2002; продуцент за снимања класичне музике у Радио Београду (1995-2006); 
Из композиторског опуса: Варијације на Бартокову тему за два клавира (1981); Гудачки квартет (1985); Соната за виолину и клавир (1983); Њен тата љубичастих власи (1983); La flamme de l'orange за симфонијски оркестар (1987); Сцене са погледом уназад за симфонијски оркестар (1989); Out of Poe, кантата за два сопрана и електронику (1988); Madrigal de la Honte за мешовити хор (1988, прво извођење на ЈХС у извођењу хора Станко Пауновић из Ниша); Шта се дешава? за симфонијски оркестар (1990); Три става за гитару соло (1991); Мирска пјенија, кореографске слике за солисте, велики оркестар и хор (1993, премијерно извођење у Нишу, Академски хор СКЦ (ЦД); Трахињанке, кантата по Софоклу за солисте, велики оркестар и хор (1994, наручено дело за отварање ЈХС у Нишу, Академски хор СКЦ (ЦД); Кругови за виолину и клавир (1995); Сени за клавир соло (1996); Став за кларинет соло (1997); опера Под знаком Мефиста, према Гетеу (1997); Мали рег с мирисом из руске земље за гудачки квартет (1998); Једноставне молитве за хор а капела (2000); Шест песама са Севера по Милошу Црњанском за сопран и гудачки квартет (2000); Акатист Светом апостолу Андреју прозваном за мешовити хор (посвећено Академском хору СКЦ Универзитета у Нишу, прво извођење на Васкршњем концерту у нишкој Саборној цркви, ЦД издање 2001).
Књиге из области теорије музике: Основи технике полифоније Универзитет у Нишу (1990), Увод у стилистику хармоније Универзитет у Нишу (1991). Огледи о музици Цркве у Византији: О савременим интерпретацијама византијске црквене музике, Источник, Београд, 1994, Трећи програм Радио Београда; О аутентичном у музици српске цркве, Д. К. Студентски град, Београд, 1993, Трећи програм Радио Београда; О разликама у црквеном појању у источном и западном хришћанству, СКЦ, Београд, 1995; О неправославном у музици српске цркве, Свечаник, Београд, 1994; и др.
Симфонијске оркестрације вокалних и инструменталних нумера за потребе РТВ Београд; Учествовање на ЦД издању Светске премијере ТВ Београд и ПГП РТС (1997); 
Позоришна музика, оркестрације Брехтових сонгова на ЦД-у у издању ПГП РТС (1998); Гостовања у радио и ТВ програмима, укључујући једночасовни уметнички портрет у продукцији ТВ Н. Сад (Хармонија сфера 1996).
Музика за филм Бело одело (1999) са пратећим ЦД-ом.